# Philipp Christ (Politiker, 1867)

Philipp Christ

Philipp Christ (* 8. Dezember 1867 in Erbenheim; † 18. Januar 1947 in Kloppenheim) war ein nassauischer Politiker (Bauernpartei, DNVP) und Abgeordneter des Reichstags.

## Ausbildung und Beruf
Philipp Christ besuchte das Nassauische Institut für Landwirtschaft am Geisberg in Wiesbaden und arbeitete als selbstständiger Landwirt auf dem elterlichen Hof. Zwischen 1887 und 1889 leistete er seinen Wehrdienst in Berlin.

## Politik
Philipp Christ war Kreistagsabgeordneter im Landkreis Wiesbaden und seit 1904 Mitglied des Kreisausschusses. 1920 wurde er für den Landkreis Wiesbaden in den Nassauischen Kommunallandtag gewählt. Dort schied er 1926 aus, blieb aber noch bis 1930 Mitglied des Bezirksausschusses und dort zweiter Stellvertreter.
1924 wurde er für den Wahlkreis 19 (Hessen-Nassau) auf der Liste der DNVP in den Reichstag gewählt.

## Familie
Philipp Christ war der Sohn des Landwirtes Johann Philipp Christ (1841–1907) und seiner Frau Maria Luise geborene Roth (1841–1910). Er heiratete 1891 in Kloppenheim Dorothee Wilhelmine Luise Christiane geborene Großmann (1868–1951).

## Sonstige Ämter
Philipp Christ war ab 1921 Vorsitzender des landwirtschaftlichen Kreisvereins, Vorstandsmitglied der Bezirksbauernschaft Nassau, Mitglied im Beirat der Berufsgenossenschaft und Mitglied der Spruchkammer beim Landeskulturamt in Kassel.